# Diechomma pretiosum
Espèce
Diechomma pretiosum est une espèce d'araignées aranéomorphes de la famille des Linyphiidae.

## Distribution
Cette espèce est endémique du département de Cundinamarca en Colombie,. Elle se rencontre entre 3 600 et 3 720 m d'altitude sur le Páramo de Chisaca et le Páramo de Sumapaz.

## Description
Les mâles mesurent de 1,55 à 1,7 mm et les femelles de 1,6 à 1,9 mm,.

## Publication originale
- Millidge, 1991 : Further linyphiid spiders (Araneae) from South America. Bulletin of the American Museum of Natural History, no 205, p. 1-199 (texte intégral).